# Liste des députés européens de Chypre de la 7e législature
Cet article présente la liste des députés européens de Chypre élus lors des élections européennes de 2009 à Chypre
| Nom                                                                                     | Parti                                       | Groupe parlementaire européen | Portrait |
| --------------------------------------------------------------------------------------- | ------------------------------------------- | ----------------------------- | -------- |
| Tákis Chatzigeorgíou                                                                    | Parti progressiste des travailleurs (AKEL)  | GUE/NLG                       |          |
| Ioánnis Kasoulídis Remplacé par Andréas Pitsillídis (à partir du 4 mars 2013)           | Rassemblement démocrate (DISY)              | PPE                           |          |
| Kyriákos Mavronikólas Remplacé par Sofoklís Sofokléous (à partir du 1er septembre 2012) | Mouvement pour la démocratie sociale (EDEK) | S&D                           |          |
| Antigóni Papadopoúlou                                                                   | Parti démocrate (DIKO)                      | S&D                           |          |
| Eléni Theochárous                                                                       | Rassemblement démocrate (DISY)              | PPE                           |          |
| Kyriákos Triantafyllídis                                                                | Parti progressiste des travailleurs (AKEL)  | GUE/NLG                       |          |